# Marco Holzer
Marco Holzer (ur. 30 lipca 1988 w Bobingen) – niemiecki kierowca wyścigowy.

## Kariera
Holzer rozpoczął karierę w wyścigach samochodowych w roku 2004, od startów w Formule BMW ADAC, gdzie z dorobkiem czterech punktów uplasował się na 20 pozycji. W późniejszych latach startował także w Światowym Finale Formuły BMW, Formule 3 Euro Series, Porsche Supercup, Niemieckim Pucharze Porsche Carrera, FIA GT3 Porsche Manufacturers Cup, Grand American Rolex Series, FIA GT3 European Championship, Asian Le Mans Series, FIA GT Championship, 24h Le Mans, Le Mans Series, American Le Mans Series, 24H Series, FIA GT2 European Cup, VLN Endurance, FIA World Endurance Championship, International GT Open oraz w Blancpain Endurance Series. W Formule 3 Euro Series wystartował w 2007 roku z austriacką ekipą AM-Holzer Rennsport, jednak nigdy nie zdobywał punktów.

## Statystyki
| Sezon | Seria                                        | Zespół                    | Wyścigi          | Zwycięstwa       | PP               | NO               | Podium           | Punkty           | Pozycja          |
| ----- | -------------------------------------------- | ------------------------- | ---------------- | ---------------- | ---------------- | ---------------- | ---------------- | ---------------- | ---------------- |
| 2004  | Formuła BMW ADAC                             | AM-Holzer Rennsport       | 19               | 0                | 0                | 0                | 0                | 4                | 20               |
| 2005  | Formuła BMW ADAC                             | AM-Holzer Rennsport       | 20               | 0                | 0                | 0                | 1                | 41               | 13               |
| 2005  | Światowy Finał Formuły BMW                   | AM-Holzer Rennsport       | 1                | 1                | 1                | 0                | 1                | N/A              | 1                |
| 2006  | Formuła BMW ADAC                             | AM-Holzer Rennsport       | 18               | 3                | 2                | 3                | 6                | 129              | 3                |
| 2006  | Formuła 1                                    | BMW Sauber F1 Team        | Kierowca testowy | Kierowca testowy | Kierowca testowy | Kierowca testowy | Kierowca testowy | Kierowca testowy | Kierowca testowy |
| 2007  | Formuła 3 Euro Series                        | AM-Holzer Rennsport       | 20               | 0                | 0                | 0                | 0                | 0                | NS               |
| 2008  | Niemiecki Puchar Porsche Carrera             | UPS Porsche Junior Team   | 9                | 1                | 1                | 1                | 3                | 91               | 5                |
| 2008  | Porsche Supercup                             | UPS Porsche Junior Team   | 6                | 0                | 0                | 0                | 0                | 0                | NS               |
| 2009  | FIA GT - GT2                                 | Prospeed Competition      | 8                | 1                | 0                | 0                | 1                | 23               | 12               |
| 2009  | FIA GT - GT2                                 | Brixia Racing             | 8                | 1                | 0                | 0                | 1                | 23               | 12               |
| 2009  | Asian Le Mans Series - LMGT2                 | Team Felbermayr-Proton    | 2                | 0                | 0                | 0                | 1                | 13               | 3                |
| 2009  | FIA GT3 European Championship                | Prospeed Competition      | 2                | 0                | 0                | 0                | 0                | 6                | 22               |
| 2009  | Grand American Rolex Series - GT             | Riegel/ Stanton/ TRG      | 2                | 0                | 0                | 0                | 0                | 32               | 54               |
| 2009  | FIA GT3 Porsche Manufacturers Cup            |                           |                  |                  |                  |                  |                  | 20               | 8                |
| 2010  | Le Mans Series - LMGT2                       | Prospeed Competition      | 5                | 0                | 0                | 0                | 1                | 19               | 15               |
| 2010  | FIA GT3 European Championship                | Prospeed Competition      | 12               | 1                | 2                | 0                | 5                | 112              | 2                |
| 2010  | 24H Series - A6                              | IMSA Performance MATMUT 1 | 1                | 1                | 1                | 0                | 1                | 0                | NS†              |
| 2010  | American Le Mans Series - GT2                |                           | 1                | 0                | 0                | 0                | 0                | 13               | 28               |
| 2010  | FIA GT2 European Cup                         | ProSpeed Competition      | 1                | 0                | 0                | 0                | 0                |                  | 8                |
| 2010  | 24h Le Mans - GT2                            | BMS Scuderia Italia SPA   | 1                | 0                | 0                | 0                | 0                | N/A              | 3                |
| 2011  | Le Mans Series - LM GTE Pro                  | Prospeed Competition      | 5                | 0                | 0                |                  | 0                | 25               | 7                |
| 2011  | 24h Le Mans - GTE Pro                        | Prospeed Competition      | 1                | 0                | 0                | 0                | 0                | N/A              | 8                |
| 2011  | American Le Mans Series - GT                 | Flying Lizard Motorsports | 6                | 0                | 0                | 0                | 0                | 53               | 10               |
| 2011  | Grand American Rolex Series - GT             | Magnus Racing             | 1                | 0                | 0                | 0                | 0                | 28               | 46               |
| 2012  | International GT Open                        | Manthey Racing            | 16               | 5                | 0                | 0                | 8                | 192              | 2                |
| 2012  | International GT Open - Super GT             | Manthey Racing            | 16               | 5                | 0                | 0                | 8                | 84               | 2                |
| 2012  | American Le Mans Series - GT                 | Flying Lizard Motorsports | 9                | 0                | 1                | 0                | 0                | 46               | 11               |
| 2012  | 24h Nürburgring - SP9 GT3                    | Manthey-Racing            | 1                | 0                | 0                | 0                | 0                | N/A              | NS               |
| 2012  | FIA World Endurance Championship - LMGTE Pro | Flying Lizard Motorsports | 1                | 0                | 0                | 0                | 0                | 0                | NS               |
| 2012  | Grand American Rolex Series - GT             | Alex Job Racing           | 1                | 0                | 0                | 1                | 0                | 0                | NS               |
| 2012  | VLN Endurance                                |                           |                  |                  |                  |                  |                  | 7,38             | 646              |
| 2013  | American Le Mans Series - GT                 | Paul Miller Racing        | 10               | 0                | 0                | 0                | 0                | 44               | 13               |
| 2013  | Blancpain Endurance Series - GT3 Pro Cup     | Prospeed Competition      | 1                | 0                | 0                | 0                | 0                | 0                | NS               |
| 2013  | Grand American Rolex Series - GT             | Alex Job Racing           | 1                | 0                | 0                | 0                | 0                | 25               | 53               |
| 2013  | FIA GT Series - Pro                          | Trackspeed                | 2                | 0                | 0                | 0                | 0                | 0                | NS               |
| 2013  | 24h Nürburgring - SP9 GT3                    | Manthey Racing            | 1                | 0                | 0                | 0                | 0                | N/A              | 10               |
| 2014  | 24h Le Mans - LMGTE Pro                      | Porsche Team Manthey      | 1                | 0                | 0                | 0                | 0                | N/A              | 3                |

† – Holzer nie był zaliczany do klasyfikacji.